# جون فيلدز
جون فيلدز (بالإنجليزية: John Fields)‏ هو منتج أسطوانات وموسيقي وملحن أمريكي، ولد في 11 سبتمبر 1968 في بوسطن في الولايات المتحدة.

## وصلات خارجية
- جون فيلدز على موقع IMDb (الإنجليزية)
- جون فيلدز على موقع ميوزك برينز (الإنجليزية)
- جون فيلدز على موقع ديسكوغز (الإنجليزية)